# Leonor Rodríguez
Leonor Rodríguez Manso (Las Palmas de Gran Canaria, 21 de octubre de 1991), conocida como Leo Rodríguez, es una jugadora española de baloncesto, que milita en las filas del Perfumerías Avenida de la Liga Femenina de España.
Ocupa las posiciones de escolta o alero  y se caracteriza por su buen tiro exterior, sus rápidas penetraciones al aro y por su exquisita visión de juego. 
Es internacional con la selección nacional absoluta desde 2013, con la cual participó en el Campeonato Mundial 2014 obteniendo la medalla de plata. En el año 2016 participó en los Juegos Olímpicos de Río de Janeiro 2016 obteniendo la medalla de plata. En el año 2017 ganó la medalla de oro en el Campeonato Europeo de Baloncesto Femenino de Praga. Asimismo ha obtenido numerosas medallas en las selecciones de categorías inferiores, siendo triple campeona de Europa con las selecciones sub-16, sub-18 y sub-20 . En 2021 participó en los Juegos Olímpicos de Tokio 2020, en los que consiguió un diploma olímpico.

## Palmarés

### Selección
Absoluta
- Eurobasket 2017 ( República Checa)
- Mundial 2014 ( Turquía)
- Juegos Olímpicos de 2016 ( Río de Janeiro)
- Eurobasket 2023 – ( Eslovenia– Israel)

Categorías inferiores
- Europeo U16 2006 ( Eslovaquia)
- Europeo U18 2009 ( Suecia)
- Europeo U20 2011 ( Serbia)
- Europeo U16 2007 ( Letonia)
- Mundial U19 2009 ( Tailandia)
- Europeo U20 2010 ( Letonia)

### Club
Perfumerías Avenida
- Liga Femenina (3): 2016, 2021,2022
- Copa de la Reina (3): 2014, 2015, 2022
- Supercopa de España (3): 2013, 2014, 2020

### Distinciones individuales
- Medalla de Bronce de la Real Orden del Mérito Deportivo, otorgada por el Consejo Superior de Deportes (2016)
- Quinteto ideal Campeonato de Europa U16: 2007
- Quinteto ideal Campeonato de Europa U18: 2009
- Mejor Quinteto Conferencia ACC: 2013.